# Nerprun nain
Rhamnus pumila
Espèce
Classification phylogénétique
Le nerprun nain (Rhamnus pumila) est une espèce de plantes à fleurs de la famille des Rhamnaceae. C'est un arbrisseau à l'écorce argentée. Il est extrêmement petit et pousse contre les rochers et dans les éboulis jusqu'à 3 000 m d'altitude. Ses fleurs sont très discrètes, de couleur verte, à quatre pétales. C'est une plante toxique provoquant des vomissements et des diarrhées.

## Caractéristiques
- Organes reproducteurs
  - Couleur dominante des fleurs : vert à verdâtre
  - Période de floraison : mai à août
  - Inflorescence : ?
  - Sexualité : ?
  - Ordre de maturation : ?
  - Pollinisation : ?
- Graine
  - Fruit : ?
  - Dissémination : ?
- Habitat et répartition
  - Habitat type : bois clairs, rochers et éboulis à l'étage subalpin
  - Aire de répartition : Pyrénées, sud-est de la France[1], Doubs.

## Statut
En France, cette espèce est protégée en région Franche-Comté (Article 1).